# شش پرچم بر فراز تگزاس

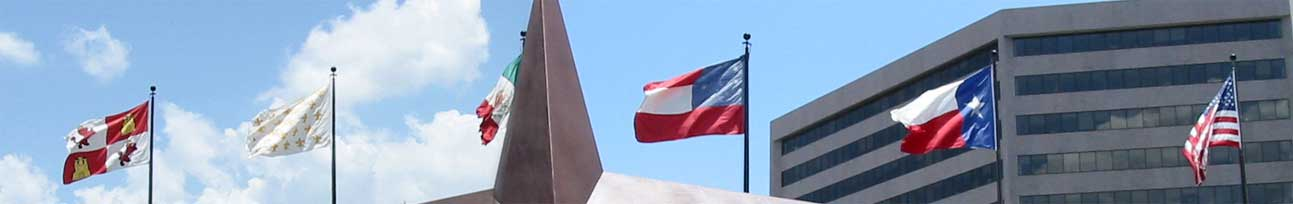

شش پرچم بر فراز تگزاس (به انگلیسی: Six flags over Texas) شعاریست برای توصیف شش کشوری که بر ایالت تگزاس، واقع در کشور ایالات متحده آمریکا، تسلط داشتند.

## اسپانیا
پرچم اول متعلق به اسپانیا است که ایالت تگزاس را از سال ۱۵۱۹ تا ۱۶۸۵ کنترل میکرد.در آن زمان دو گونه پرچم برای اسپانیا استفاده میشد.

## فرانسه
دومین پرچم، درفش سلطنتی فرانسه از سال ۱۶۸۵ تا ۱۶۹۰ میباشد.

## مکزیک
سومین پرچم (۱۸۲۱ تا ۱۸۳۶) متعلق به کشور مکزیک است.

## جمهوری تگزاس
چهارمین پرچم متعلق به جمهوری تگزاس است. این پرچم از سال ۱۸۳۶ تا ۱۸۴۵ بر فراز تگزاس بر افراشته بود.

## ایالات متحده آمریکا
ششمین، پرچم ایالات متحده آمریکا می‌باشد. تگزاس در سال ۱۸۴۵ به ایالات متحده پیوست.

## ایالات مؤتلفه آمریکا
پنجمین  پرچم از سال ۱۸۶۱ تا ۱۸۶۵ متعلق به ایالات مؤتلفه آمریکا می‌باشد.